# Sennah
Sennah is een bestuurslaag in het regentschap Serdang Bedagai van de provincie Noord-Sumatra, Indonesië. Sennah telt 599 inwoners (volkstelling 2010).